# 瓦店镇 (临颍县)
瓦店镇，是中华人民共和国河南省漯河市临颍县下辖的一个乡镇级行政单位。

## 行政区划
瓦店镇下辖以下地区：
瓦店村、刘庄村、大张庄村、沟王村、坡李村、杨裴城村、尚河村、陶庄村、刘吴庄村、魏墩村、拾里村、叶庄村、柒里村、臧庄村、龚庄村、上坡高村、大李村、李华宇村、大庙张村、后徐村、夏坡高村、秦庄村和云庄村。